# 道达尔能源车队
道达尔能源车队（TotalEnergies，UCI隊碼：TEN），法国职业自行车队，现由法国道达尔能源赞助。车队成立于2000年，2011—2015年间由欧洛普卡租车赞助，用名欧洛普卡车队。

## 主要车手
- 托马斯·沃克勒，法国
- 皮埃尔·罗兰，法国
- 新城幸也，日本